# Cercartetus caudatus
Cercartetus caudatus é uma espécie de marsupial da família Burramyidae.
Pode ser encontrada na ilha de Nova Guiné e na Austrália.